# Zelotes oblongus
Zelotes oblongus är en spindelart som först beskrevs av Carl Ludwig Koch 1833.  Zelotes oblongus ingår i släktet Zelotes och familjen plattbuksspindlar. Inga underarter finns listade i Catalogue of Life.